# Lirania bituberculata
Lirania bituberculata är en insektsart som beskrevs av Carl Stål 1862. Lirania bituberculata ingår i släktet Lirania och familjen hornstritar. Inga underarter finns listade i Catalogue of Life.